# Прелука (Нямц)
Прелука (рум. Preluca) — село у повіті Нямц в Румунії. Входить до складу комуни Пингераць.
Село розташоване на відстані 277 км на північ від Бухареста, 9 км на захід від П'ятра-Нямца, 105 км на захід від Ясс, 149 км на північ від Брашова.

## Населення
За даними перепису населення 2002 року у селі проживали 440 осіб, усі — румуни. Усі жителі села рідною мовою назвали румунську.